# Rue des Martyrs
Rue des Martyrs är en gata i Paris nionde och artonde arrondissement. Gatans namn syftar på den helige Dionysius och dennes följeslagare Eleutherus och Rusticus, vilka på 200-talet led martyrdöden genom halshuggning på Montmartre. Rue des Martyrs börjar vid Rue Notre-Dame-de-Lorette 2 och Rue Lamartine 64 och slutar vid Rue La Vieuville 14.

## Omgivningar
- Notre-Dame-de-Lorette
- Cité Malesherbes
- Rue Alfred-Stevens

## Bilder
| - Skulptur som föreställer den helige Dionysius. - Gatuskylt. - Notre-Dame-de-Lorette. |

## Kommunikationer
- Tunnelbana – linje  – Notre-Dame-de-Lorette
- Tunnelbana – linje  – Saint-Georges
- Tunnelbana – linjerna   – Pigalle
- Tunnelbana – linje  – Abbesses
- Busshållplats Rochechouart – Martyrs – Paris bussnät

### Webbkällor
- ”Rue des Martyrs”. Mairie de Paris. https://web.archive.org/web/20160303221334/http://www.v2asp.paris.fr/commun/v2asp/v2/nomenclature_voies/Voieactu/6066.nom.htm. Läst 23 november 2023.
- ”Rue des Martyrs (9ème et 18ème arrondissement)”. Les rues de Paris. https://web.archive.org/web/20160409055525/http://www.parisrues.com/rues09/paris-09-rue-des-martyrs.html. Läst 23 november 2023.